# Asahi Masuyama
Asahi Masuyama (jap. 増山 朝陽, Masuyama Asahi; * 29. Januar 1997 in Fukuoka, Präfektur Fukuoka) ist ein japanischer Fußballspieler.

## Karriere
Asahi Masuyama erlernte das Fußballspielen in der Schulmannschaft der Higashi Fukuoka High School. Seinen ersten Profivertrag unterschrieb er 2015 bei Vissel Kōbe. Der Verein aus Kōbe, einer Großstadt auf der Insel Honshū, spielte in der höchsten japanischen Liga, der J1 League. Die Saison 2015 wurde er an den Yokohama FC ausgeliehen. Mit dem Verein aus Yokohama spielte er in der zweiten Liga, der J2 League. Für den Klub absolvierte er neun Zweitligaspiele. Anfang 2018 kehrte er nach der Ausleihe wieder zu Kōbe zurück. 2019 gewann er mit Vissel den Kaiserpokal. Im Finale besiegte man den Erstligisten Kashima Antlers mit 2:0. Anfang 2020 wurde er von dem Zweitligisten Avispa Fukuoka aus Fukuoka ausgeliehen. Ende der Saison wurde er mit dem Verein Vizemeister und stieg in die erste Liga auf. Nach der Ausleihe kehrte er Anfang 2021 wieder zu Vissel zurück. Nach insgesamt 45 Ligaspielen für Vissel wechselte er im August 2021 zum ebenfalls in der ersten Liga spielenden Ōita Trinita. Am Ende der Saison 2021 musste er mit Ōita in die zweite Liga absteigen. Nach insgesamt 36 Ligaspielen wechselte er im Januar 2023 zum ebenfalls in der zweiten Liga spielenden V-Varen Nagasaki.

## Erfolge
Avispa Fukuoka
- Japanischer Zweitligavizemeister: 2020  ▲

Vissel Kōbe
- Japanischer Pokalsieger: 2019